# Kurt Wallander
Kurt Wallander è un immaginario commissario di polizia svedese creato dallo scrittore Henning Mankell. È il protagonista di molti romanzi di Mankell, vive e lavora in una piccola cittadina, Ystad, vicino a Malmö, nella contea della Scania (Skåne) nell'estremo meridione della Svezia.

## Genesi del personaggio
Sul suo sito, Henning Mankell rivela che il personaggio di Kurt Wallander è nato il 20 maggio 1989.
Lo scrittore svedese aveva deciso di scrivere una storia sul razzismo crescente che aveva notato al rientro in patria, dopo aver vissuto all'estero per vario tempo; dato che per Mankell il razzismo è un crimine, gli sarebbe servito un poliziotto come personaggio.
Il nome Wallander venne fuori dall'elenco telefonico.
Le storie sono ambientate in Scania, nel sud della Svezia; una terra di confine, che Mankell considera una sorta di "Texas del mar Baltico", dove si avverte un forte senso di inquietudine.
Questa sensazione pervade tutte le opere della serie, al punto che, alla nona uscita, l'autore suggerisce in retrospettiva il sottotitolo I romanzi dell'inquietudine svedese per l'intera serie.

## Biografia
Nella finzione, Kurt Wallander è nato il 30 gennaio 1948 ed è cresciuto a Malmö.
Il padre, con il quale ha cominciato ad avere un rapporto conflittuale dopo aver preso la decisione di entrare nel corpo di polizia (ma non sono note le cause per le quali il padre disapprova il mestiere del poliziotto), si è sempre guadagnato da vivere dipingendo paesaggi. Curiosamente non viene mai citato per nome.
La madre è morta mentre Kurt era ancora studente presso la scuola di polizia.
Ha una sorella, Kristina, che si è trasferita a Stoccolma in gioventù e con cui ha contatti solo sporadici.
La musica lirica è da sempre una delle sue passioni.
Da ragazzo sognava di diventare cantante lirico, o un fotoreporter. Ha poi scelto di diventare poliziotto, decisione fortemente osteggiata dal padre, e fonte di contrasti tra genitore e figlio per anni.
Tuttavia, anche dopo l'ingresso in polizia, ha coltivato per qualche tempo l'idea di lavorare nel mondo della lirica come impresario, assieme al suo amico Sten Widén, aspirante tenore.
È entrato in polizia sul finire degli anni 1960, inizialmente come agente dell'ordine pubblico presso il distretto di Malmö.
Fu mandato inizialmente a fronteggiare i dimostranti nelle manifestazioni contro la guerra del Vietnam.
Nell'estate del 1969 fu accoltellato e sottoposto a due operazioni, si risvegliò dopo quattro giorni di coma.

L'episodio dell'accoltellamento viene raccontato in due modi diversi: ne Il primo caso di Wallander avviene in un parco pubblico dove Kurt, fuori servizio, sta facendo una passeggiata,
invece in Assassino senza volto il poliziotto ricorda di essere stato ferito da un ubriaco durante un arresto.
La sua ambizione era però quella di diventare investigatore.
Il passaggio alla sezione investigativa avvenne ufficialmente il 1º ottobre 1969, dopo il suo fruttuoso coinvolgimento nelle indagini sulla morte di un suo vicino di casa; con il suo operato fece colpo sull'allora dirigente della sezione investigativa, Hemberg, che lo volle nella sua squadra.
Si è sposato nel maggio del 1970 con Mona, una parrucchiera conosciuta nel 1968 sul traghetto Copenaghen-Malmö.
La coppia ha una figlia, Linda, nata alla fine del 1970.
Il rapporto con Mona non è stato tranquillo fin dall'inizio; anche prima del matrimonio i due discutevano spesso, lei lo accusava di non arrivare mai in orario e di non rispettare gli appuntamenti, tardando sempre per colpa del suo lavoro.

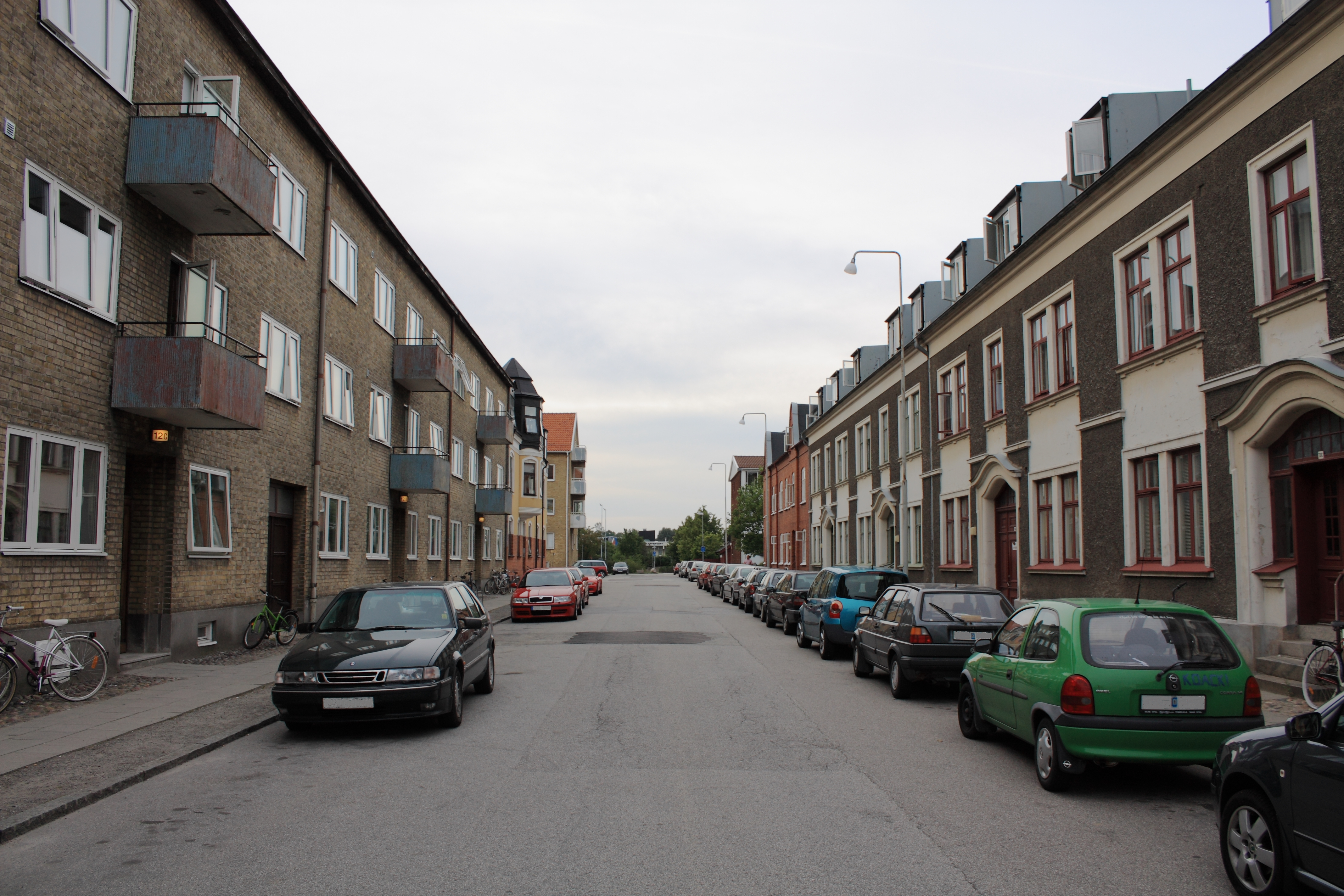
Mariagatan, Ystad

Nel settembre del 1975 la famigliola è andata ad abitare ad Ystad, anche se per alcuni mesi Kurt Wallander ha continuato a lavorare per la polizia di Malmö.
Mona desiderava che Linda crescesse in una città più piccola di Malmö, e a Ystad avrebbe potuto aprire il proprio negozio da parrucchiera.
Per Kurt lo spostamento significava riavvicinarsi al padre, che nel 1969 aveva lasciato Malmö per Löderup, una frazione del comune di Ystad.
Il trasferimento ufficiale al distretto di polizia di Ystad avvenne nel corso del 1976.
La squadra locale era capitanata da Rydberg, un poliziotto di mezza età dai modi bruschi ma dalle grandi capacità investigative, che Wallander aveva apprezzato sin dai primi contatti. Negli anni, Rydberg sarebbe diventato per lui maestro e mentore, il modello di poliziotto e di investigatore a cui ispirarsi. Alla fine del 1990 Rydberg è morto a causa di un tumore; Wallander ha sofferto molto la sua mancanza, e spesso nei punti morti di un'indagine ha provato ad uscire dall'impasse pensando a cosa avrebbe fatto Rydberg.
Ad Ystad Wallander proseguirà la sua carriera investigativa risolvendo svariati casi e venendo nel corso degli anni promosso fino a raggiungere, nel 1990, il grado di Commissario Capo.
La seconda metà degli anni 1980 è stato un periodo travagliato per la famiglia Wallander: il matrimonio di Kurt e Mona è entrato in crisi e la figlia adolescente ha tentato il suicidio.
Dopo la separazione, Mona è tornata a vivere a Malmö, portando Linda con sé, mentre Wallander è rimasto a vivere da solo nell'appartamento in Mariagatan a Ystad.
Il divorzio è avvenuto nell'ottobre 1989.
Da allora, Wallander ha iniziato a mangiare disordinatamente, ingrassando, ed ha trascurato la sua salute;
si è trovato in difficoltà anche nella gestione della casa, delle pulizie e della spesa.
Nel 1992, a causa di gravi problemi psicologici emersi durante l'indagine narrata ne La leonessa bianca, Wallander è andato in congedo, ed è rimasto lontano dalla polizia per oltre un anno. È rientrato in servizio nell'ottobre del 1993, dopo l'omicidio di un avvocato suo amico.
Nel 2001 la figlia Linda, seguendo le orme paterne, entrerà nel corpo di Polizia di Ystad e sarà protagonista degli avvenimenti narrati in Prima del gelo.

## Libri
I libri di Henning Mankell in cui compare il personaggio di Kurt Wallander sono stati originariamente pubblicati in Svezia nel seguente ordine:
1. 1991 - Assassino senza volto (Mördare utan ansikte), Marsilio (ISBN 88-317-8677-6)
2. 1992 - I cani di Riga (Hundarna i Riga), Marsilio (ISBN 88-317-7209-0)
3. 1993 - La leonessa bianca (Den vita lejoninnan), Marsilio (ISBN 88-317-8721-7)
4. 1994 - L'uomo che sorrideva (Mannen som log), Marsilio (ISBN 88-317-7211-2)
5. 1995 - La falsa pista (Villospår), Marsilio (ISBN 88-317-8483-8)
6. 1996 - La quinta donna (Den femte kvinnan), Marsilio (ISBN 88-317-8782-9)
7. 1997 - Delitto di mezza estate (Steget efter), Marsilio (ISBN 88-317-8484-6)
8. 1998 - Muro di fuoco (Brandvägg), Marsilio (ISBN 88-317-7213-9)
9. 1999 - Piramide (Pyramiden), Marsilio (ISBN 88-317-8630-X)
10. 2002 - Prima del gelo (Innan frosten), Mondadori (ISBN 88-04-50935-X)
11. 2009 - L'uomo inquieto (Den orolige mannen), Marsilio (ISBN 978-88-317-1048-0)
12. 2013 - La mano (Handen), Marsilio (ISBN 978-88-317-1668-0)

I primi nove titoli sono stati pubblicati in Italia da Marsilio in una serie intitolata Le inchieste del commissario Wallander. Gli ultimi tre titoli non appartengono ufficialmente a tale serie.
L'ordine di pubblicazione non corrisponde alla sequenza temporale degli eventi narrati: il primo romanzo, Assassino senza volto, inizia l'8 gennaio 1990, e fino all'ottavo libro, Muro di fuoco, la serie segue un ordine cronologico. La sequenza viene interrotta con la nona uscita, la raccolta Piramide, che è in realtà il prologo della serie: i cinque racconti di cui è composta si svolgono nei vent'anni precedenti le vicende di Assassino senza volto. Inoltre il dodicesimo libro La mano narra eventi che si collocano prima dell'undicesimo libro L'uomo inquieto. Seguendo la linea temporale degli eventi, l'ordine dei libri risulta il seguente:
- Piramide
  - Il primo caso di Wallander (ambientato nel 1969)
  - La spaccatura (ambientato nel 1975)
  - L'uomo sulla spiaggia (ambientato nel 1987)
  - Morte di un fotografo (ambientato nel 1988)
  - Piramide (ambientato nel 1989)
- Assassino senza volto (ambientato nel 1990)
- I cani di Riga (ambientato nel 1991)
- La leonessa bianca (ambientato nel 1992)
- L'uomo che sorrideva (ambientato nel 1993)
- La falsa pista (ambientato nel 1994)
- La quinta donna (ambientato nel 1994)
- Delitto di mezza estate (ambientato nel 1996)
- Muro di fuoco (ambientato nel 1997)
- Prima del gelo (ambientato nel 2001)
- La mano
- L'uomo inquieto (ambientato nel 2007–2008)

Il personaggio di Kurt Wallander compare anche in un libro non scritto da Henning Mankell. Si tratta di En medborgare höjd över varje misstanke di Jan Guillou, un romanzo del 1995 che appartiene alla serie dell'agente segreto Carl Hamilton alias Coq Rouge.

## Filmografia

### Televisione
- Mördare utan ansikte, regia di Per Berglund, con Rolf Lassgård - miniserie TV (1995)
- Hundarna i Riga, regia di Per Berglund, con Rolf Lassgård - film TV (1995)
- Den vita lejoninnan, regia di Per Berglund, con Rolf Lassgård - film TV (1996)
- Villospår, regia di Leif Magnusson, con Rolf Lassgård - film TV 2001
- Den 5:e kvinnan, regia di Birger Larsen, con Rolf Lassgård - miniserie TV (2002)
- Talismanen, regia di Erik Leijonborg e Christjan Wegner, con Lennart Jähkel - miniserie TV (2003)
- Mannen som log, regia di Leif Lindblom, con Rolf Lassgård - film TV (2003)
- Steget efter, regia di Birger Larsen, con Rolf Lassgård - film TV (2005)
- Wallander,[1] con Krister Henriksson - serie TV, 32 episodi (2005-2013)
- Brandvägg, regia di Lisa Siwe, con Rolf Lassgård - miniserie TV (2007)
- Pyramiden, regia di Daniel Lind Lagerlöf, con Rolf Lassgård e Gustaf Skarsgård - film TV (2007)
- Il commissario Wallander[2] (Wallander), con Kenneth Branagh - serie TV, 12 episodi (2008-2016)
- Il giovane Wallander (Young Wallander), con Adam Pålsson - serie TV, 6 episodi (2020-in corso)

## Altro
Nella città di Ystad si organizzano visite guidate della città sulle tracce del commissario Wallander. Si possono visitare per esempio l'Hotel Continental, dove il commissario cena, e Mariagatan, dove vive e gli studi cinematografici Ystad Studio dove sono stati girati i film e telefilm ispirati ai romanzi.